# Valle Aurelia (metropolitana di Roma)
Valle Aurelia è una stazione della linea A della metropolitana di Roma.

## Storia
Negli anni novanta vennero avviati i lavori di costruzione del prolungamento della linea A della metropolitana oltre Ottaviano e la stazione venne attivata il 29 maggio 1999, come capolinea provvisorio del prolungamento. Il 1º gennaio del 2000, la linea venne prolungata fino a Battistini e da tale data la stazione di Valle Aurelia costituisce una stazione di transito.

## Struttura e impianti
La stazione è sotterranea, composta da due canne sovrapposte, la superiore delle quali è in direzione Battistini; le loro banchine sono collegate tramite scale mobili.
Si trova al di sotto dell'omonima stazione ferroviaria posta sulla linea FL3 dei servizi ferroviari suburbani di Roma.

## Interscambi
La stazione è un importante interscambio con il sistema ferroviario della Capitale e con alcune autolinee urbane gestite da ATAC.
- Stazione ferroviaria ( Valle Aurelia)
- Fermata autobus

## Servizi
La stazione dispone di:
- Biglietteria a sportello
- Biglietteria automatica
- Servizi igienici